# Étriché
Étriché település Franciaországban, Maine-et-Loire megyében. Lakosainak száma 1567 fő (2022. január 1.). Étriché Cheffes, Juvardeil, Tiercé, Les Hauts-d’Anjou és Morannes sur Sarthe-Daumeray községekkel határos.

## Népesség
A település népességének változása:
| Lakosok száma | 1186 | 921  | 982  | 1162 | 1446 | 1527 | 1567 | 1552 | 1548 | 1567 |
|               | 1793 | 1968 | 1982 | 1999 | 2008 | 2012 | 2016 | 2018 | 2020 | 2022 |